# Prochaetoderma boucheti
Prochaetoderma boucheti is een schildvoetigensoort uit de familie van de Prochaetodermatidae. De wetenschappelijke naam van de soort is voor het eerst geldig gepubliceerd in 2000 door Scheltema & Ivanov.